# David Tetteh
David Bruce Tetteh, född 10 augusti 1985, är en kirgizisk fotbollsspelare från Ghana. Han spelar som offensiv mittfältare för Bisjkekklubben Dordoj Bisjkek sedan år 2007. 
Tetteh kom till Asien år 2006, då han började spela för den tadzjikiska storklubben Regar-TadAZ Tursunzoda. Året därpå kom han till Kirgizistan då han började spela för Dordoj Bisjkeks föregångare, Dordoj-Dinamo. 2008 blev han medborgare och 5 år senare kunde han debutera för Kirgizistans herrlandslag i fotboll. 

## Internationell karriär
Tettehs internationella debut blev en stor succé, då han på sina tre första matcher gjorde det enda målet i varje match vilka samtliga vanns med 1–0.

### Internationella mål
| Nr | Datum        | Plats                   | Motstånd     | Mål | Resultat | Tävling                     |
| -- | ------------ | ----------------------- | ------------ | --- | -------- | --------------------------- |
| 1  | 17 mars 2013 | Spartakstadion, Bisjkek | Macao        | 1–0 | 1–0      | AFC Challenge Cup 2014-kval |
| 2  | 19 mars 2013 | Spartakstadion, Bisjkek | Pakistan     | 1–0 | 1–0      | AFC Challenge Cup 2014-kval |
| 3  | 21 mars 2013 | Spartakstadion, Bisjkek | Tadzjikistan | 1–0 | 1–0      | AFC Challenge Cup 2014-kval |